# مکتب پاریس

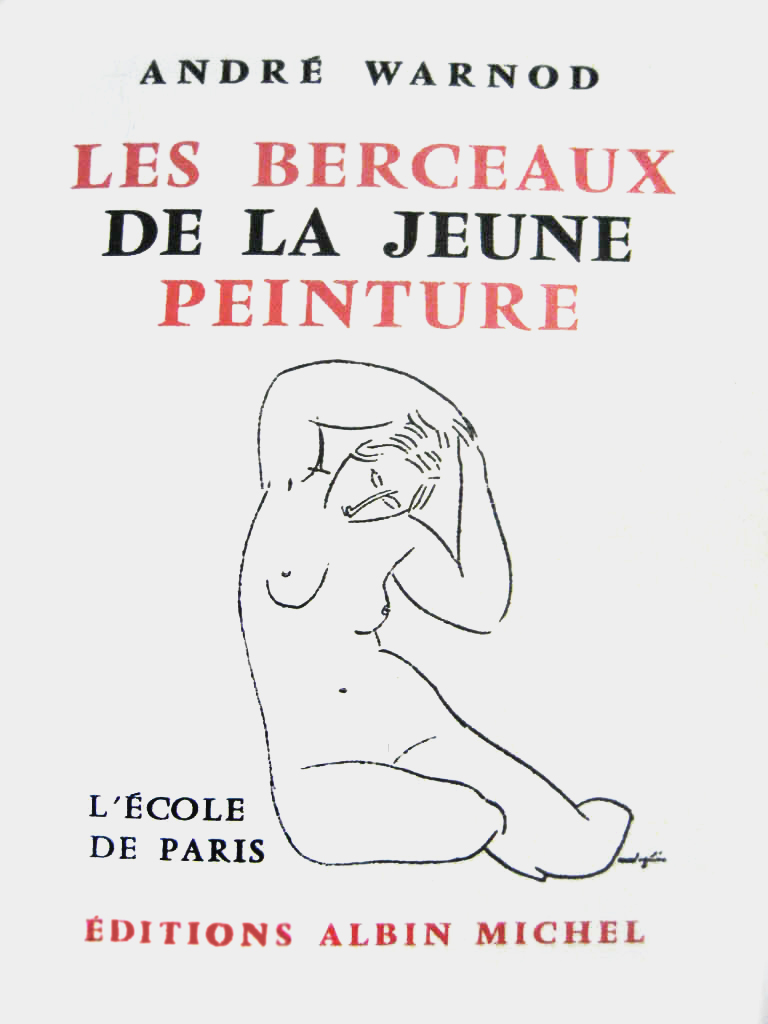
نامِ مکتب پاریس در آرایش کتابی با طرحی از آمادئو مودیلیانی

مکتبِ پاریس اشاره به هنرمندانِ اغلب تجسّمی، عمدتاً نقّاشان، مهاجر در پاریس در نیمهٔ نخستِ قرن بیست میلادی دارد. مارک شاگال و جورجو د کیریکو و کنستانتین برانکوشی و واسیلی کاندینسکی و آمادئو مودیلیانی از نام‌آورانِ این مکتبِ هنری به شمار می‌روند.
همچنین موسیقی‌دانانی چون بوهوسلاو مارتینو از همین دوره نیز، در تضاد با مثلاً گروه شش، بدین نام شناخته می‌شدند.